# Björn Meyer
Björn Meyer, né le 5 septembre 1965 à Stockholm, est un bassiste suédois actif dans les domaines du jazz et du world jazz.

## Biographie

### Formation
Björn Meyer, naît le 5 septembre 1965 à Stockholm en Suède,.
Durant son enfance, il suit des cours de piano, apprend à jouer de la trompette et chante dans une chorale de garçons,,. 
À l'adolescence, Björn Meyer joue de la guitare dans des groupes locaux de garage rock, puis se tourne vers la basse électrique à l'âge de dix-huit ans,,.

### Carrière
Après avoir décroché un diplôme en informatique, Björn Meyer décide en 1989 de se consacrer à la musique et fait ses débuts comme musicien professionnel,,.
Il s'installe ensuite en Suisse en 1996,.
En 1996, Björn Meyer fonde le trio suédois de jazz Bazar Blå, avec le joueur de nyckelharpa Johan Hedin et le percussionniste Fredrik Gille, contribuant à la définition du son de la musique folklorique suédoise contemporaine,,. Avec cet ensemble, il joue sur des guitares basses acoustiques et électriques à six cordes ainsi que sur un instrument appelé basse-mandole.
Par ailleurs musicien de séances, Björn Meyer se joint au quartette Snag (1998) et accompagne d'autres artistes du label Tonus-Music. 
De 2001 à 2012, il joue dans le quartette du pianiste suisse Nik Bärtsch, le Nik Bärtsch's Ronin,,. 
À partir de 2002, Björn Meyer collabore avec la harpiste et chanteuse iranienne Asita Hamidi,.
À partir de 2009, il fait partie, aux côtés du clarinettiste allemand Klaus Gesing et du percussionniste Khaled Yassine, du quatuor de l'oudiste tunisien Anouar Brahem avec lequel il enregistre les albums The Astounding Eyes of Rita en 2009 et Souvenance en 2014,,,.
En 2013, Meyer fonde le trio Amiira avec Klaus Gesing (clarinette basse et saxophone soprano) et Samuel Rohrer (batterie), avec qui il publie l'album homonyme en 2016,.
En 2017, près de trente ans après sa première rencontre avec la guitare basse électrique, Björn Meyer sort son premier album solo Provenance pour le label ECM,,.

### Enseignement
Björn Meyer enseigne occasionnellement aux conservatoires de Stockholm, Zurich, Berne, Lausanne et Lucerne,.

## Distinctions
- 2018 : prix musical du canton de Berne[10]

- 2019 : prix musical de Suisse (Schweizer Musikpreis, Schweizer Kulturpreise Bundesamt für Kultur)[2]

## Discographie partielle
Björn Meyer a publié, seul ou avec le trio Amiira, des enregistrements sur les labels ECM et Arjunamusic, :

### Avec Anouar Brahem
- 2009 : The Astounding Eyes of Rita, album d'Anouar Brahem (ECM)
- 2014 : Souvenance, album d'Anouar Brahem (ECM)

### Avec le trio Amiira
- 2016 : Amiira, Klaus Gesing, Björn Meyer et Samuel Rohrer (Arjunamusic)

### Solo
- 2017 : Provenance (ECM)